# Saint-Cyr-en-Talmondais
Pour les articles homonymes, voir Saint-Cyr.
Saint-Cyr-en-Talmondais est une commune du Centre-Ouest de la France, située dans le département de la Vendée en région Pays de la Loire.

## Géographie
Le territoire municipal de Saint-Cyr-en-Talmondais s'étend sur 1 393 hectares. L'altitude moyenne de la commune est de 22 mètres, avec des niveaux fluctuant entre 0 et 35 mètres,.
|             | Saint-Vincent-sur-Graon |                         |
| Le Givre    | Saint-Cyr-en-Talmondais | La Bretonnière-la-Claye |
| La Jonchère | Saint-Benoist-sur-Mer   | Curzon                  |

### Climat
Pour des articles plus généraux, voir Climat des Pays de la Loire et Climat de la Vendée.
En 2010, le climat de la commune est de type climat océanique franc, selon une étude du CNRS s'appuyant sur une série de données couvrant la période 1971-2000. En 2020, Météo-France publie une typologie des climats de la France métropolitaine dans laquelle la commune est exposée à un climat océanique et est dans la région climatique  Bretagne orientale et méridionale, Pays nantais, Vendée, caractérisée par une faible pluviométrie en été et une bonne insolation. 
Pour la période 1971-2000, la température annuelle moyenne est de 12,5 °C, avec une amplitude thermique annuelle de 13,6 °C. Le cumul annuel moyen de précipitations est de 813 mm, avec 12,7 jours de précipitations en janvier et 6,2 jours en juillet. Pour la période 1991-2020, la température moyenne annuelle observée sur la station météorologique de Météo-France la plus proche, sur la commune d'Angles à 8 km à vol d'oiseau, est de 13,2 °C et le cumul annuel moyen de précipitations est de 869,3 mm,. Pour l'avenir, les paramètres climatiques de la commune estimés pour 2050 selon différents scénarios d'émission de gaz à effet de serre sont consultables sur un site dédié publié par Météo-France en novembre 2022.

## Urbanisme

### Typologie
Au 1er janvier 2024, Saint-Cyr-en-Talmondais est catégorisée commune rurale à habitat dispersé, selon la nouvelle grille communale de densité à sept niveaux définie par l'Insee en 2022.
Elle est située hors unité urbaine et hors attraction des villes,.

### Occupation des sols
L'occupation des sols de la commune, telle qu'elle ressort de la base de données européenne d’occupation biophysique des sols Corine Land Cover (CLC), est marquée par l'importance des territoires agricoles (96,4 % en 2018), une proportion sensiblement équivalente à celle de 1990 (96,6 %). La répartition détaillée en 2018 est la suivante : 
terres arables (67,3 %), prairies (18,7 %), zones agricoles hétérogènes (10,4 %), zones urbanisées (3,6 %). L'évolution de l’occupation des sols de la commune et de ses infrastructures peut être observée sur les différentes représentations cartographiques du territoire : la carte de Cassini (XVIIIe siècle), la carte d'état-major (1820-1866) et les cartes ou photos aériennes de l'IGN pour la période actuelle (1950 à aujourd'hui).

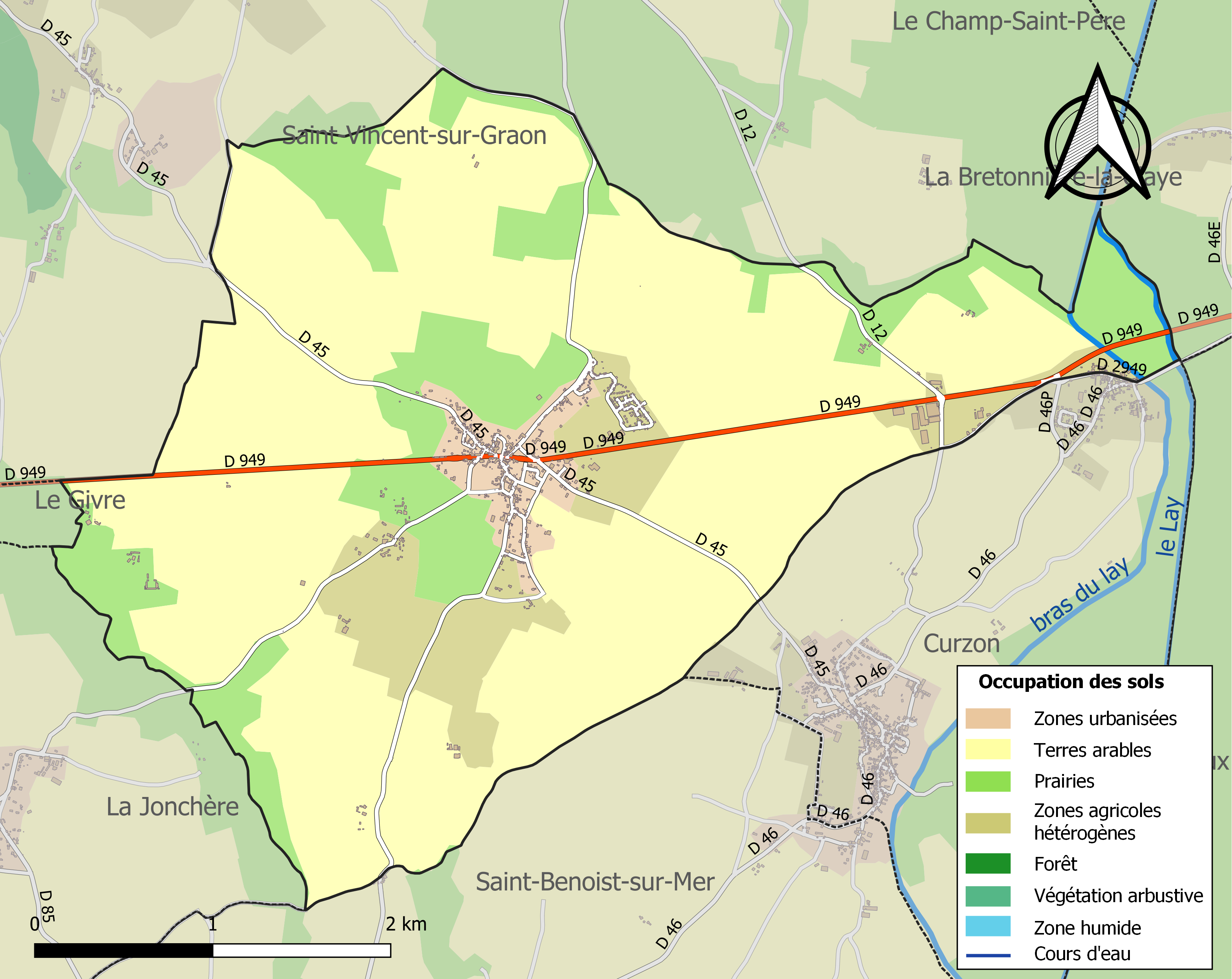
Carte des infrastructures et de l'occupation des sols de la commune en 2018 (CLC).

## Toponymie
La commune doit son nom pour partie à Cyr de Tarse, jeune martyr chrétien du IVe siècle, fils de Julitte de Césarée.
Appelée Saint-Cir au début de la Révolution, elle prend le nom de Saint-Cyr au début du Consulat, puis celui de Saint-Cyr-en-Talmondais à partir de 1821,.
Sous la Convention, est adoptée comme forme révolutionnaire pour la commune le nom de Haute-Plaine,.

## Histoire

### Héraldique
| Blason | Blasonnement : D'argent à l'écusson abaissé soudé d'or chargé d'une tour de sable, ouverte, ajourée et maçonnée du champ, accostée en chef de deux coquilles de gueules, deux bécasses affrontées au naturel marchant sur le haut de l'écusson. |

## Politique et administration

### Liste des maires
| Période                                  | Période                      | Identité                | Étiquette | Qualité                           |
| ---------------------------------------- | ---------------------------- | ----------------------- | --------- | --------------------------------- |
| Les données manquantes sont à compléter. |                              |                         |           |                                   |
| ?                                        | mars 1977                    | Guillaume du Fontenioux |           |                                   |
| mars 1977                                | mars 1989                    | Raoul Fauconnier        |           | Boucher, ancien adjoint au maire  |
| mars 1989                                | 22 mars 2008                 | Gilbert Garguil         | PS        | Retraité de l'Éducation nationale |
| 22 mars 2008                             | 29 mars 2014                 | Arie Maes               |           | Retraité de la DDE                |
| 29 mars 2014                             | En cours (au 7 juillet 2020) | Nicolas Passchier       |           | Retraité, ancien premier adjoint  |

### Instances administratives
Administrativement, Saint-Cyr-en-Talmondais dépend de l'arrondissement des Sables-d’Olonne et du canton de Mareuil-sur-Lay-Dissais.
Au début de la Révolution, la commune appartient au canton de Moutiers-les-Mauxfaits, dans le district des Sables-d’Olonne. De 1801 à 2015, la commune se situe dans l’arrondissement des Sables-d’Olonne et dans le canton de Moutiers-les-Mauxfaits.
Saint-Cyr-en-Talmondais est l’une des onze communes fondatrices de la communauté de communes du Pays-Moutierrois, structure intercommunale ayant existé entre le 1er janvier 1995 et le 31 décembre 2016 et ayant succédé à un syndicat intercommunal à vocation multiple. Depuis le 1er janvier 2017, la commune est membre de la communauté de communes Moutierrois-Talmondais, devenue Vendée-Grand-Littoral.

## Population et société

### Démographie

#### Évolution démographique
L'évolution du nombre d'habitants est connue à travers les recensements de la population effectués dans la commune depuis 1793. Pour les communes de moins de 10 000 habitants, une enquête de recensement portant sur toute la population est réalisée tous les cinq ans, les populations de référence des années intermédiaires étant quant à elles estimées par interpolation ou extrapolation. Pour la commune, le premier recensement exhaustif entrant dans le cadre du nouveau dispositif a été réalisé en 2005.

En 2022, la commune comptait 400 habitants, en évolution de +6,38 % par rapport à 2016 (Vendée : +5,33 %, France hors Mayotte : +2,11 %).
| 1793 | 1800 | 1806 | 1821 | 1831 | 1836 | 1841 | 1846 | 1851 |
| ---- | ---- | ---- | ---- | ---- | ---- | ---- | ---- | ---- |
| 371  | 327  | 268  | 447  | 490  | 479  | 524  | 528  | 547  |

| 1856 | 1861 | 1866 | 1872 | 1876 | 1881 | 1886 | 1891 | 1896 |
| ---- | ---- | ---- | ---- | ---- | ---- | ---- | ---- | ---- |
| 569  | 530  | 560  | 592  | 637  | 611  | 598  | 585  | 552  |

| 1901 | 1906 | 1911 | 1921 | 1926 | 1931 | 1936 | 1946 | 1954 |
| ---- | ---- | ---- | ---- | ---- | ---- | ---- | ---- | ---- |
| 554  | 558  | 572  | 512  | 475  | 423  | 414  | 432  | 429  |

| 1962 | 1968 | 1975 | 1982 | 1990 | 1999 | 2005 | 2006 | 2010 |
| ---- | ---- | ---- | ---- | ---- | ---- | ---- | ---- | ---- |
| 366  | 329  | 283  | 277  | 274  | 301  | 338  | 386  | 349  |

| 2015 | 2020 | 2022 | - | - | - | - | - | - |
| ---- | ---- | ---- | - | - | - | - | - | - |
| 372  | 402  | 400  | - | - | - | - | - | - |

#### Pyramide des âges
La population de la commune est relativement âgée.
En 2018, le taux de personnes d'un âge inférieur à 30 ans s'élève à 23,4 %, soit en dessous de la moyenne départementale (31,6 %). À l'inverse, le taux de personnes d'âge supérieur à 60 ans est de 42,5 % la même année, alors qu'il est de 31,0 % au niveau départemental.
En 2018, la commune comptait 196 hommes pour 191 femmes, soit un taux de 50,65 % d'hommes, légèrement supérieur au taux départemental (48,84 %).
Les pyramides des âges de la commune et du département s'établissent comme suit.
| Hommes | Classe d’âge | Femmes |
| ------ | ------------ | ------ |
| 1,0    | 90 ou +      | 1,0    |
| 9,3    | 75-89 ans    | 9,6    |
| 31,9   | 60-74 ans    | 32,3   |
| 20,6   | 45-59 ans    | 20,2   |
| 16,2   | 30-44 ans    | 11,1   |
| 12,3   | 15-29 ans    | 13,1   |
| 8,8    | 0-14 ans     | 12,6   |

| Hommes | Classe d’âge | Femmes |
| ------ | ------------ | ------ |
| 0,8    | 90 ou +      | 2,2    |
| 8,7    | 75-89 ans    | 11,1   |
| 20,3   | 60-74 ans    | 21,3   |
| 20     | 45-59 ans    | 19,4   |
| 17,5   | 30-44 ans    | 16,8   |
| 15     | 15-29 ans    | 13,2   |
| 17,7   | 0-14 ans     | 16,1   |

## Lieux et monuments
- Château de la Court-d'Aron

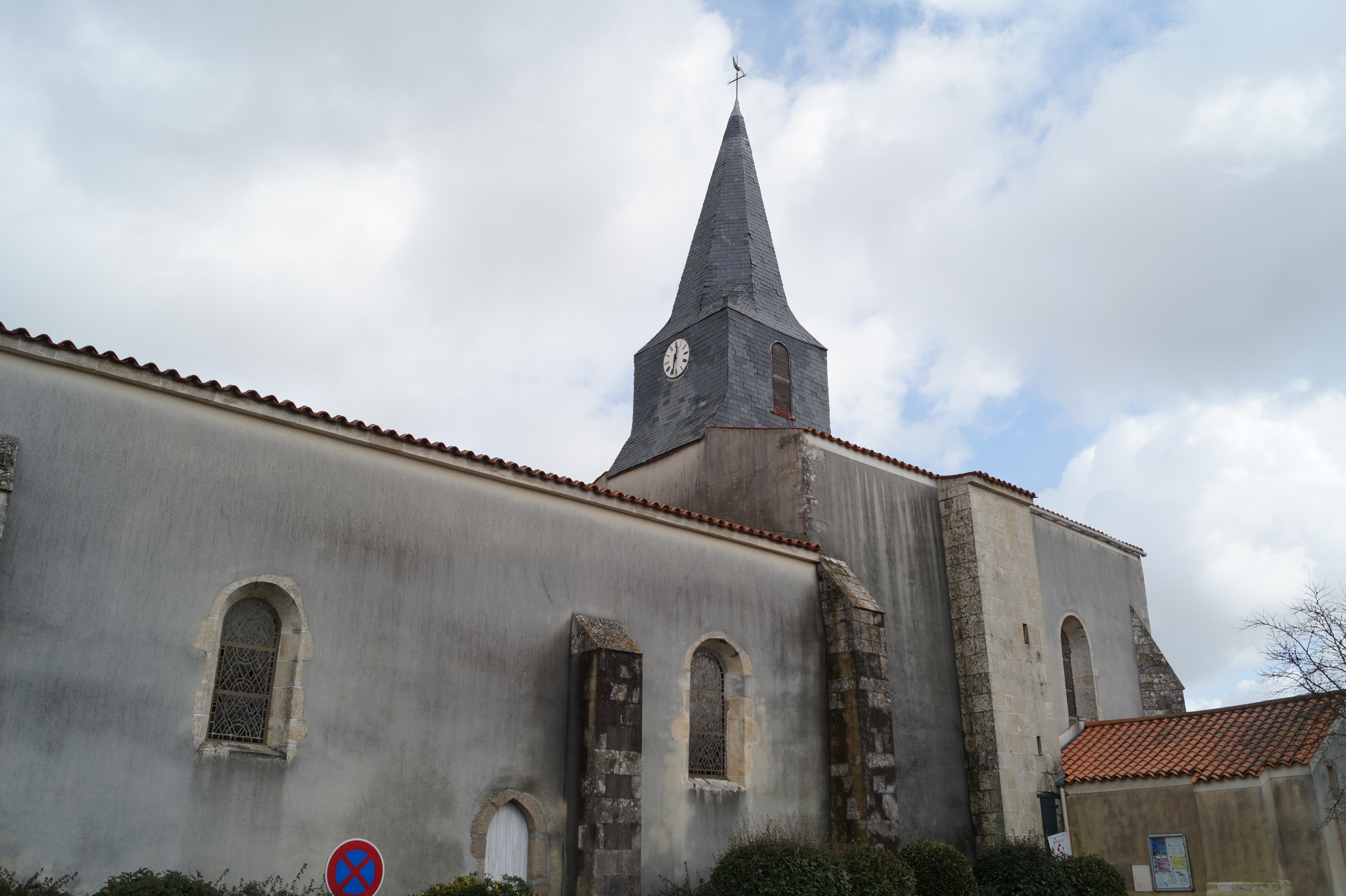
L'église Saint-Cyr.

Il s’agit d’un édifice du XVIe siècle modifié au XIXe siècle par Octave de Rochebrune, restaurateur du château de Terre-Neuve à Fontenay-le-Comte, pour l'archéologue Benjamin Fillon.
À l'ouest on trouve une grande tour de trois étages à frise de mâchicoulis, balustrade, lucarne et haute cheminée. Le corps du bâtiment comprend deux étages avec deux fenêtres à meneaux. La porte principale du bâtiment est encadré de pilastres. L'aile orientale comporte aussi deux étages et un toit pyramidal soutenu par des mâchicoulis avec des lucarnes à fronton circulaire. Une grande loggia avec arcature termine l'extrémité sud de cette aile.
À l'intérieur une importante partie de l'aménagement et du mobilier sont conservés, cuisine avec vaisselle et cuivre, statue funéraire en marbre blanc de Suzanne Tiraqueau, fille du juriste fontenaisien, Vierge de bois polychrome du XVe siècle, miroir Louis XVI, table de marquèterie italienne du XIXe et tapisseries du XVIe siècle.
La salle à manger possède une cheminée Louis XIII et du mobilier de la même époque. Le salon présente une cheminée monumentale du XVIIe siècle avec écusson de René Baudouin, capitaine des garde-côtes du Bas-Poitou et deux landiers en bronze. Un important parc floral a été développé et est accessible au public (parc floral et tropical de la Court-d'Aron).
- Église Saint-Cyr

L'église du bourg de Saint-Cyr possède un clocher particulier composé d'un bulbe surmonté d'une flèche effilée couvert d'ardoises. L'ensemble repose sur une coupole sur pendentif, visible de l'intérieur de l'édifice.

## Personnalités liées à la commune
- Benjamin Fillon (1819-1881), collectionneur, archéologue et historien.